# Mont Klamott (Album)
Mont Klamott ist das zweite Album der Band Silly aus dem Jahr 1983 und erschien auf Amiga. Das Album markierte den Durchbruch für die Band Silly.

## Entstehungsgeschichte
Nach der Veröffentlichung des Albums Tanzt keiner Boogie? (in der Bundesrepublik Deutschland nur Silly) gewann die Band in der Tschechoslowakei den Grand Prix der Bratislavská lýra. Noch vor den Aufnahmen zum Zweitwerk formiert sich die Gruppe neu. Rüdiger Barton stieg als neuer Keyboarder ein. Zur Band stieß außerdem der Texter Werner Karma, der maßgeblichen Einfluss auf die Richtung der Band hatte. Auf Mont Klamott schrieb er alle Texte. Unter seinem Namen erschienen die Liedtexte zu Die Gräfin und Ein Lied für die Menschen, die übrigen Texte verfasste er unter dem Pseudonym René Volkmann. Das Album wurde von [Helmar Federowski] produziert. Als Gastmusiker wirkte Mundharmonika-Spieler Bernd Kleinow bei Ein Lied für die Menschen mit.

## Veröffentlichungen
Die Originalveröffentlichung erschien 1983 auf Amiga. 1984 wurde die LP in Westdeutschland über das Label Pool, ein Unterlabel von Teldec, veröffentlicht. Eine remasterte CD-Version erschien am 6. Juni 1994 und wurde über Amiga, mittlerweile ein Sublabel von BMG, veröffentlicht. Diese Version wurde um das Lied Dicke Luft ergänzt.

## Musikstil und Rezeption
Silly verband laut Michael Rauhut auf diesen Album „den musikalischen Biss der New Wave mit sinnlich-prallen und tieflotenden Bildern auf einem nicht nur für DDR-Verhältnisse einzigartigen Niveau“. Insbesondere die Texte von Karma waren an der Grenze des in der Deutschen Demokratischen Republik Möglichen. Tatsächlich hatte Silly dadurch Probleme mit der Zensur, was jedoch vor allem den Nachfolger Zwischen unbefahrenen Gleisen betraf, der verboten wurde und als Liebeswalzer in einer entschärften Version 1984 erschien. 1983 wurde Mont Klamott in der DDR zur Platte des Jahres gewählt; das Titellied erreichte Platz 4 der DDR-Jahreshitparade. Ein Lied für die Menschen war 1984 auf Platz 6 zu finden und wurde für das Festival Rock für den Frieden verwendet.
Der Beginn von Die wilde Mathilde war zeitweilig Erkennungsmelodie der DT-64-Wertungssendung DT Metronom.

## Titelliste

### A-Seite
1. Mont Klamott – 4:44
2. Heiße Würstchen – 3:57
3. Die wilde Mathilde – 3:15
4. Die Gräfin – 3:02
5. Ein Lied für die Menschen – 5:29

### B-Seite
1. Raus aus der Spur – 5:07
2. Unter’m Asphalt – 4:48
3. Puppe Otto – 3:35
4. Abendstunden – 6:28